# Индонезия на летних Олимпийских играх 2024

## Квалификация
| № п/п | Вид спорта              | Мужчины        | Мужчины                | Женщины        | Женщины                | Всего          | Всего                  |
| № п/п | Вид спорта              | Завоевано квот | Количество спортсменов | Завоевано квот | Количество спортсменов | Завоевано квот | Количество спортсменов |
| ----- | ----------------------- | -------------- | ---------------------- | -------------- | ---------------------- | -------------- | ---------------------- |
| 1     | Академическая гребля    | 1              | 1                      |                |                        | 1              | 1                      |
| 2     | Бадминтон               | 3              | 5                      | 2              | 4                      | 6              | 9                      |
| 3     | Велоспорт               | 1              | 1                      |                |                        | 1              | 1                      |
| 4     | Сёрфинг                 | 1              | 1                      |                |                        | 1              | 1                      |
| 5     | Спортивная гимнастика   |                |                        | 1              | 1                      | 1              | 1                      |
| 6     | Спортивное скалолазание | 1              | 1                      | 1              | 1                      | 2              | 2                      |
| 7     | Стрельба                | 1              | 1                      |                |                        | 1              | 1                      |
| 8     | Стрельба из лука        | 1              | 1                      | 1              | 1                      | 3              | 2                      |
| 9     | Тяжёлая атлетика        | 2              | 2                      | 1              | 1                      | 3              | 3                      |
|       | ИТОГО                   | 11             | 13                     | 6              | 8                      | 19             | 21                     |

## Медали
| Медаль | Спортсмен(ы) | Вид спорта | Дисциплина | Дата |
| ------ | ------------ | ---------- | ---------- | ---- |

| Вид спорта | 1 | 2 | 3 | Всего |

| Медали по датам | Медали по датам | Медали по датам | Медали по датам | Медали по датам | Медали по датам |
| --------------- | --------------- | --------------- | --------------- | --------------- | --------------- |
| Дата            | 1               | 2               | 3               | Всего           |                 |

## Состав команды
Академическая гребля
1. Мемо

 Бадминтон
1. Энтони Синисука Гинтинг
2. Джонатан Кристи
3. Фаджар Альфиан
4. Мухаммад Риан Ардианто
5. Ринов Ривальди
6. Грегория Мариска Тунджунг
7. Априяни Рахаю
8. Сити Фадия Силва Рамадханти
9. Питха Ханингтиас Ментари

Велоспорт
 Трековый велоспорт
1. Бернард ван Аэрт[англ.]

Гимнастика
 Спортивная гимнастика
1. Рифда Ирфаналутфи

 Сёрфинг
1. Рио Вайда[англ.]

 Спортивное скалолазание
1. Рахмад Ади Мулионо[англ.]
2. Десак Кусума Деви[англ.]

 Стрельба
1. Фатхур Густафиан[англ.]

 Стрельба из лука
1. Ариф Дви Пангесту
2. Диананда Чойруниса

 Тяжёлая атлетика
1. Эко Юли Ираван
2. Ризки Юниансия[англ.]
3. Нурул Акмаль[англ.]

## Академическая гребля
Индонезия завоевала одну квоту на участие в соревнованиях по академической гребле на Квалификационной регате Азии и Океании в Чхунджу, Корея.
Мужчины
| Спортсмен | Дисциплина | Заезд | Заезд | Утеш. заезд | Утеш. заезд | Полуфиналы | Полуфиналы | Финалы | Финалы |
| Спортсмен | Дисциплина | Время | Место | Время       | Место       | Время      | Место      | Время  | Место  |
| --------- | ---------- | ----- | ----- | ----------- | ----------- | ---------- | ---------- | ------ | ------ |
| Мемо      | Одиночки   |       |       |             |             |            |            |        |        |

## Бадминтон
Индонезия завоевала шесть квот на участие в олимпийском турнире по бадминтону в соответствии с Олимпийским рейтингом BWF.
Мужчины
| Спортсмен                             | Категория | Группы        | Группы        | Группы        | Группы | Выбывание     | Четвертьфиналы | Полуфиналы    | Финал / За 3 место | Финал / За 3 место |
| Спортсмен                             | Категория | Соперник Счет | Соперник Счет | Соперник Счет | Место  | Соперник Счет | Соперник Счет  | Соперник Счет | Соперник Счет      | Место              |
| ------------------------------------- | --------- | ------------- | ------------- | ------------- | ------ | ------------- | -------------- | ------------- | ------------------ | ------------------ |
| Энтони Синисука Гинтинг               | Одиночный |               |               |               |        |               |                |               |                    |                    |
| Джонатан Кристи                       | Одиночный |               |               |               |        |               |                |               |                    |                    |
| Фаджар Альфиан Мухаммад Риан Ардианто | Пары      |               |               |               |        | —             |                |               |                    |                    |

Женщины
| Спортсмен                                 | Категория | Группы        | Группы        | Группы        | Группы | Выбывание     | Четвертьфиналы | Полуфиналы    | Финал / За 3 место | Финал / За 3 место |
| Спортсмен                                 | Категория | Соперник Счет | Соперник Счет | Соперник Счет | Место  | Соперник Счет | Соперник Счет  | Соперник Счет | Соперник Счет      | Место              |
| ----------------------------------------- | --------- | ------------- | ------------- | ------------- | ------ | ------------- | -------------- | ------------- | ------------------ | ------------------ |
| Грегория Мариска Тунджунг                 | Одиночный |               |               |               |        |               |                |               |                    |                    |
| Априяни Рахаю Сити Фадия Силва Рамадханти | Пары      |               |               |               |        | —             |                |               |                    |                    |

Микст
| Спортсмен                               | Категория | Группы        | Группы        | Группы        | Группы | Четвертьфиналы | Полуфиналы    | Финал / За 3 место | Финал / За 3 место |
| Спортсмен                               | Категория | Соперник Счет | Соперник Счет | Соперник Счет | Место  | Соперник Счет  | Соперник Счет | Соперник Счет      | Место              |
| --------------------------------------- | --------- | ------------- | ------------- | ------------- | ------ | -------------- | ------------- | ------------------ | ------------------ |
| Ринов Ривальди Питха Ханингтиас Ментари | Микст     |               |               |               |        |                |               |                    |                    |

### Велотрек
Индонезия в соответствии с олимпийским рейтингом UCI завоевала одно место в мужском омниуме.
Омниум
| Спортсмен        | Дисциплина     | Скрэтч | Скрэтч | Темповая гонка | Темповая гонка | Гонка с выбыванием | Гонка с выбыванием | Гонка по очкам | Гонка по очкам | Всего | Всего |
| Спортсмен        | Дисциплина     | Очки   | Место  | Очки           | Место          | Очки               | Место              | Очки           | Место          | Очки  | Место |
| ---------------- | -------------- | ------ | ------ | -------------- | -------------- | ------------------ | ------------------ | -------------- | -------------- | ----- | ----- |
| Бернард ван Аэрт | Мужчины омниум |        |        |                |                |                    |                    |                |                |       |       |

## Гимнастика спортивная
Индонезия получила одно место в женском многоборье по результатам Чемпионата мира по спортивной гимнастике 2023 года в Антверпене, Бельгия после перераспределения квот.
| Спортсмен         | Дисциплина         | Квалификация | Квалификация | Квалификация | Квалификация | Квалификация | Квалификация | Финал   | Финал   | Финал   | Финал   | Финал | Финал |
| Спортсмен         | Дисциплина         | Снаряды      | Снаряды      | Снаряды      | Снаряды      | Всего        | Место        | Снаряды | Снаряды | Снаряды | Снаряды | Всего | Место |
| Спортсмен         | Дисциплина         | ОП           | РБ           | Б            | В            | Всего        | Место        | ОП      | РБ      | Б       | В       | Всего | Место |
| ----------------- | ------------------ | ------------ | ------------ | ------------ | ------------ | ------------ | ------------ | ------- | ------- | ------- | ------- | ----- | ----- |
| Рифда Ирфаналутфи | Женщины многоборье |              |              |              |              |              |              |         |         |         |         |       |       |

## Сёрфинг
Индонезия завоевала одно место в мужские соревнования по сёрфингу по результатам Всемирных игр по серфингу ISA 2024 года в Аресибо, Индонезия.
| Спортсмен | Категория | 1 раунд | 1 раунд | 2 раунд | 2 раунд | 3 раунд            | Четвертьфинал      | Полуфинал          | Финал / За 3 место | Финал / За 3 место |
| Спортсмен | Категория | Счёт    | Место   | Счёт    | Место   | Соперник Результат | Соперник Результат | Соперник Результат | Соперник Результат | Место              |
| --------- | --------- | ------- | ------- | ------- | ------- | ------------------ | ------------------ | ------------------ | ------------------ | ------------------ |
| Рио Вайда | Мужчины   |         |         |         |         |                    |                    |                    |                    |                    |

## Спортивное скалолазание
Индонезия завоевала по одному месту в лазании на скорость у мужчин и женщин по итогам Чемпионата мира 2023 года в Берне, Швейцария и квалификации Азии.
Лазание на скорость
| Спортсмен          | Категория | Квалификация | Квалификация | 1/8 финала     | Четвертьфиналы | Полуфиналы     | Финал / За 3 место | Финал / За 3 место |
| Спортсмен          | Категория | Время        | Место        | Соперник Время | Соперник Время | Соперник Время | Соперник Время     | Место              |
| ------------------ | --------- | ------------ | ------------ | -------------- | -------------- | -------------- | ------------------ | ------------------ |
| Рахмад Ади Мулионо | Мужчины   |              |              |                |                |                |                    |                    |
| Десак Кусума Деви  | Женщины   |              |              |                |                |                |                    |                    |

## Стрельба
Индонезия завоевала одно место в олимпийском турнире стрелков по результатам чемпионата Азии по пулевой стрельбе 2024 года в Джакарте, Индонезия.
Мужчины
| Спортсмен        | Дисциплина                         | Квалификация | Квалификация | Полуфинал | Полуфинал | Финал | Финал |
| Спортсмен        | Дисциплина                         | Баллы        | Место        | Баллы     | Место     | Баллы | Место |
| ---------------- | ---------------------------------- | ------------ | ------------ | --------- | --------- | ----- | ----- |
| Фатур Густавфиан | Пневматическая винтовка, 10 метров |              |              |           |           |       |       |

## Стрельба из лука
Индонезия получила по одному месту в мужском и женском личных олимпийских турнирах лучников по результатам Чемпионата мира по стрельбе из лука 2023 года в Берлине, Германия и Азиатских игр 2022 года в Ханчжоу, Китай. Квалифицировав по одному участнику в мужские и женские соревнования, Индонезия также автоматически получила право выставить команду в миксте.
| Спортсмен                            | Дисциплина                        | Предварительный раунд | Предварительный раунд | 1/64          | 1/32          | 1/16          | Четвертьфиналы | Полуфиналы    | Финал / За 3 место | Финал / За 3 место |
| Спортсмен                            | Дисциплина                        | Результат             | Посев                 | Соперник Счет | Соперник Счет | Соперник Счет | Соперник Счет  | Соперник Счет | Соперник Счет      | Место              |
| ------------------------------------ | --------------------------------- | --------------------- | --------------------- | ------------- | ------------- | ------------- | -------------- | ------------- | ------------------ | ------------------ |
| Ариф Дви Пангесту                    | Мужчины индивидуальное первенство |                       |                       | 0             |               |               |                |               |                    |                    |
| Диананда Чойруниса                   | Женщины индивидуальное первенство |                       |                       | 0             |               |               |                |               |                    |                    |
| Ариф Дви Пангесту Диананда Чойруниса | Микст команды                     |                       |                       | —             | —             | 0             |                |               |                    |                    |

## Тяжёлая атлетика
Индонезия получили два места в мужских и одно место в женских соревнованиях в соответствии с олимпийским рейтингом IWF.
| Спортсмен      | Категория           | Рывок     | Рывок | Толчок    | Толчок | Всего | Место |
| Спортсмен      | Категория           | Результат | Место | Результат | Место  | Всего | Место |
| -------------- | ------------------- | --------- | ----- | --------- | ------ | ----- | ----- |
| Эко Юли Ираван | Мужчины до 61 кг    |           |       |           |        |       |       |
| Ризки Юниансия | Мужчины до 73 кг    |           |       |           |        |       |       |
| Нурул Акмаль   | Женщины свыше 81 кг |           |       |           |        |       |       |